# Mana Pools
Mana Pools (219.600 ha) je nacionalni park koji je dio šireg zaštićenog područja prirode (Mana Pools, Sapi i Chewore) u srednjem dijelu doline rijeke Zambezi, koji se prostire od brane Kariba (klanac Zambezi) do granice s Mozambikom. Ova područja su još 1984. godine upisani na UNESCO-ov popis mjesta svjetske baštine u Africi zbog "iznimne koncentracije divljih životinja kao što su slonovi, bivoli, leopardi, gepardi i nilski krokodili". 
Ime je dobio po riječi mana naroda Shona, što znači "četiri", i engleske riječi pools, što znači "bazeni", jer ovo područje svake godine tijekom sezona kiša poplavi rijeka Zambezi napunivši četiri plitka jezera. Kako se jezera isušuju i povlače tijekom zimskih suša, ovo područje privlači veliki broj velikih životinja u potrazi za vodom i postaje jedno od faunom najbogatijih područja cijele Afrike. Njegovih 25.000 km² je ispresijecano vijugavim koritom rijeke Zambezi koja čini nekoliko otoka, pješčanih aluvijalnih obala i bazena, okruženih šumama mahagonija, divljih smokvi, ebanovine i baobaba.
Mana Pools se priznat kao jedan od najboljih parkova na jugu Afrike; najmanje je izgrađen i ima veliki broj svih domaćih vrsta sisavaca (pored ranije navedenih tu je i veliki broj zebri, vodenkonja, lavova i hijena) i obilje ptica (oko 450 vrsta).

## Vanjske poveznice
- Galerija fotografija Mana Poolsa  Arhivirana inačica izvorne stranice od 7. listopada 2011. (Wayback Machine)
- Karta Mana Poolsa (engl.)

### Ostali projekti
|  | Zajednički poslužitelj ima još gradiva o temi Nacionalni park Mana Pools |